# کریستینا لارشون
کریستینا لارسون (به انگلیسی: Kristina Larsson) (زادهٔ ۱۴ ژانویهٔ ۱۹۴۴) شناگر اهل سوئد است.